# کلر کیم
کلر کیم (فرانسوی: Claire Keim‎؛ زادهٔ ۸ ژوئیهٔ ۱۹۷۵) یک هنرپیشه و خواننده اهل فرانسه است. وی از سال ۱۹۹۴ میلادی تاکنون مشغول فعالیت بوده‌است.
از فیلم‌ها یا برنامه‌های تلویزیونی که وی در آنها نقش داشته‌است می‌توان به دختر، کاراواجو، ازدواج‌ها، بله و تنفس اشاره کرد.